# باري هوكينز
باري هوكينز (بالإنجليزية: Barry Hawkins)‏ هو لاعب سنوكر بريطاني، ولد في 23 أبريل 1979 في Ditton, Kent ‏ في المملكة المتحدة.

## معرض صور

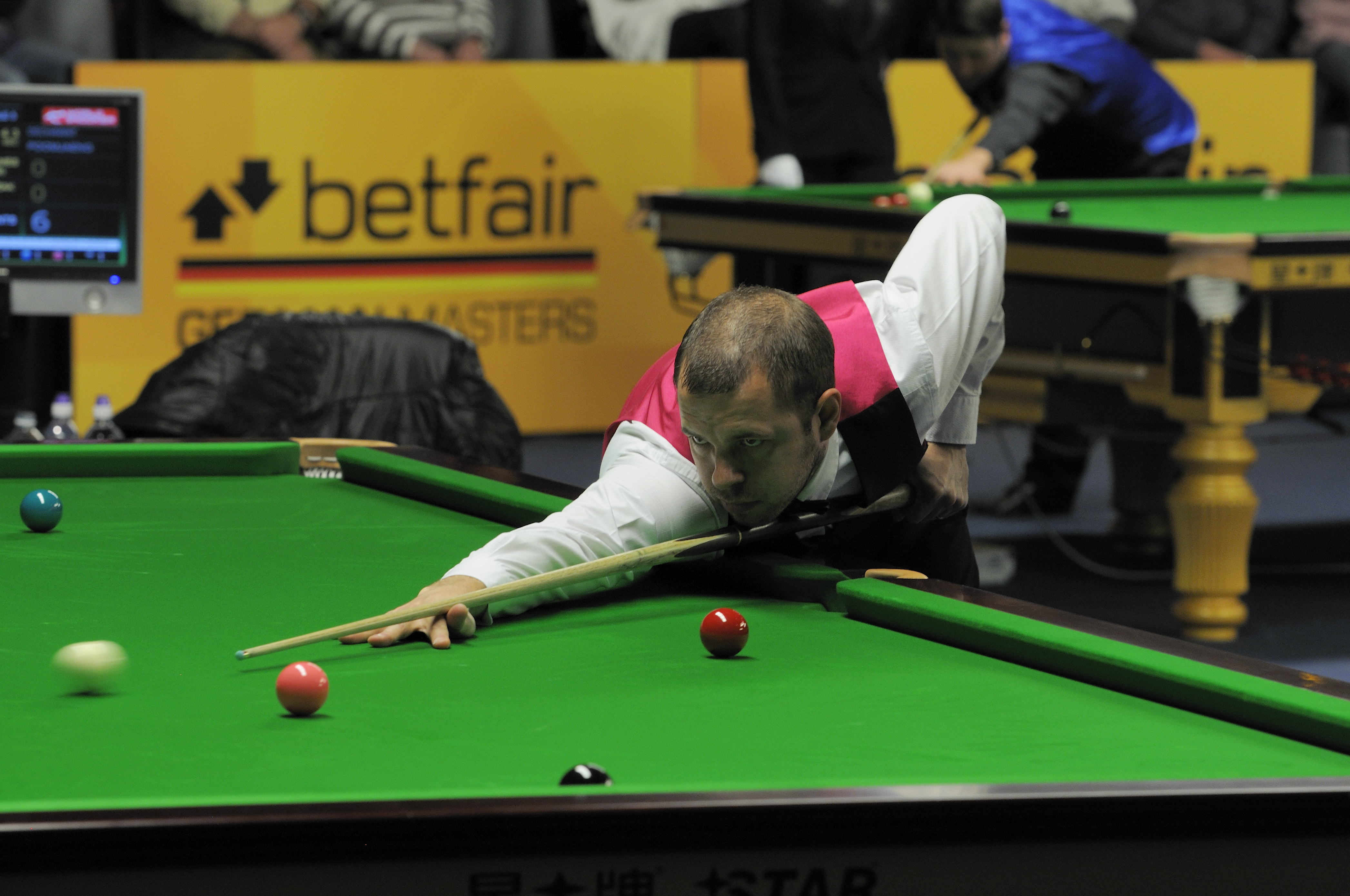
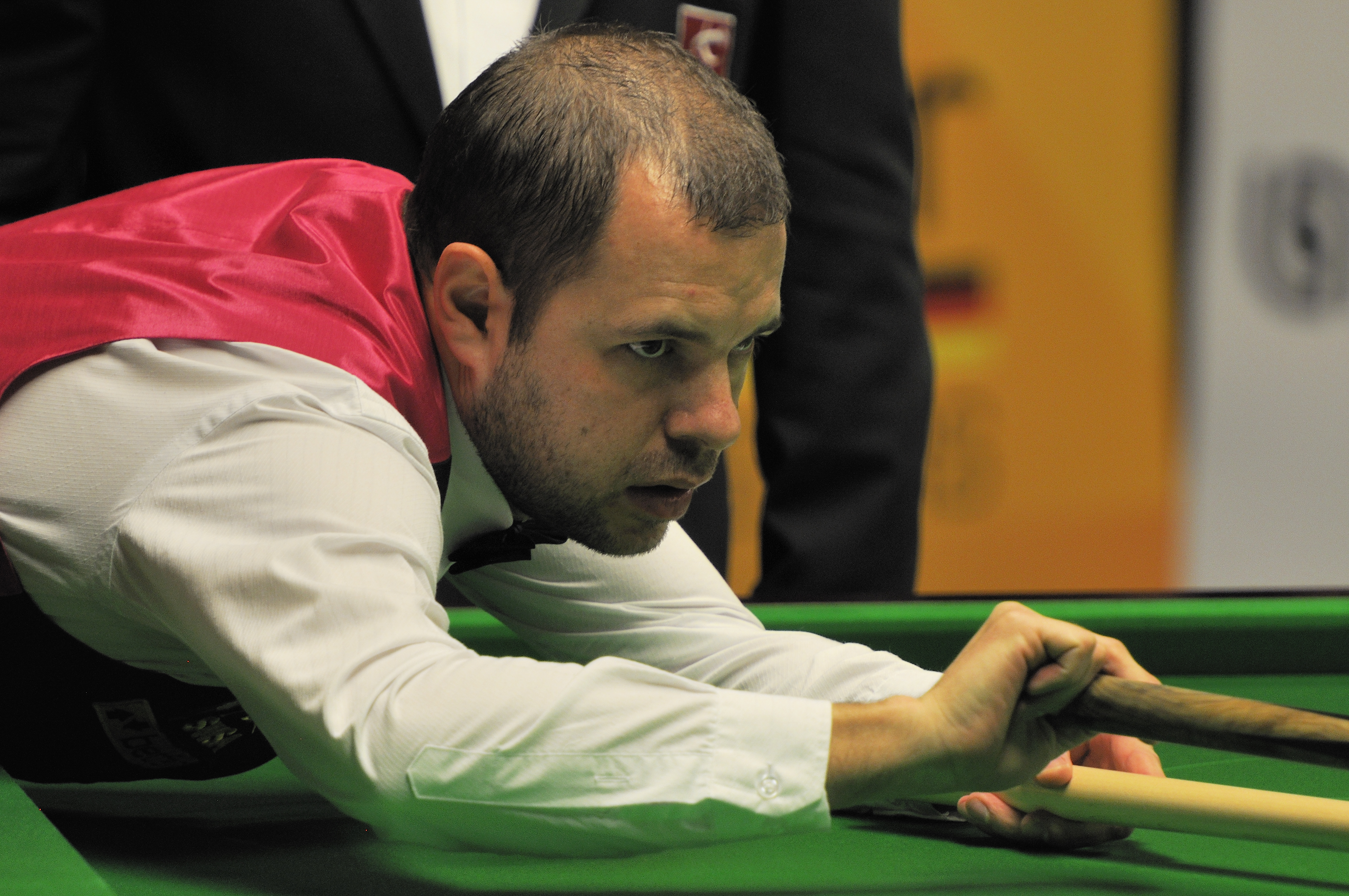
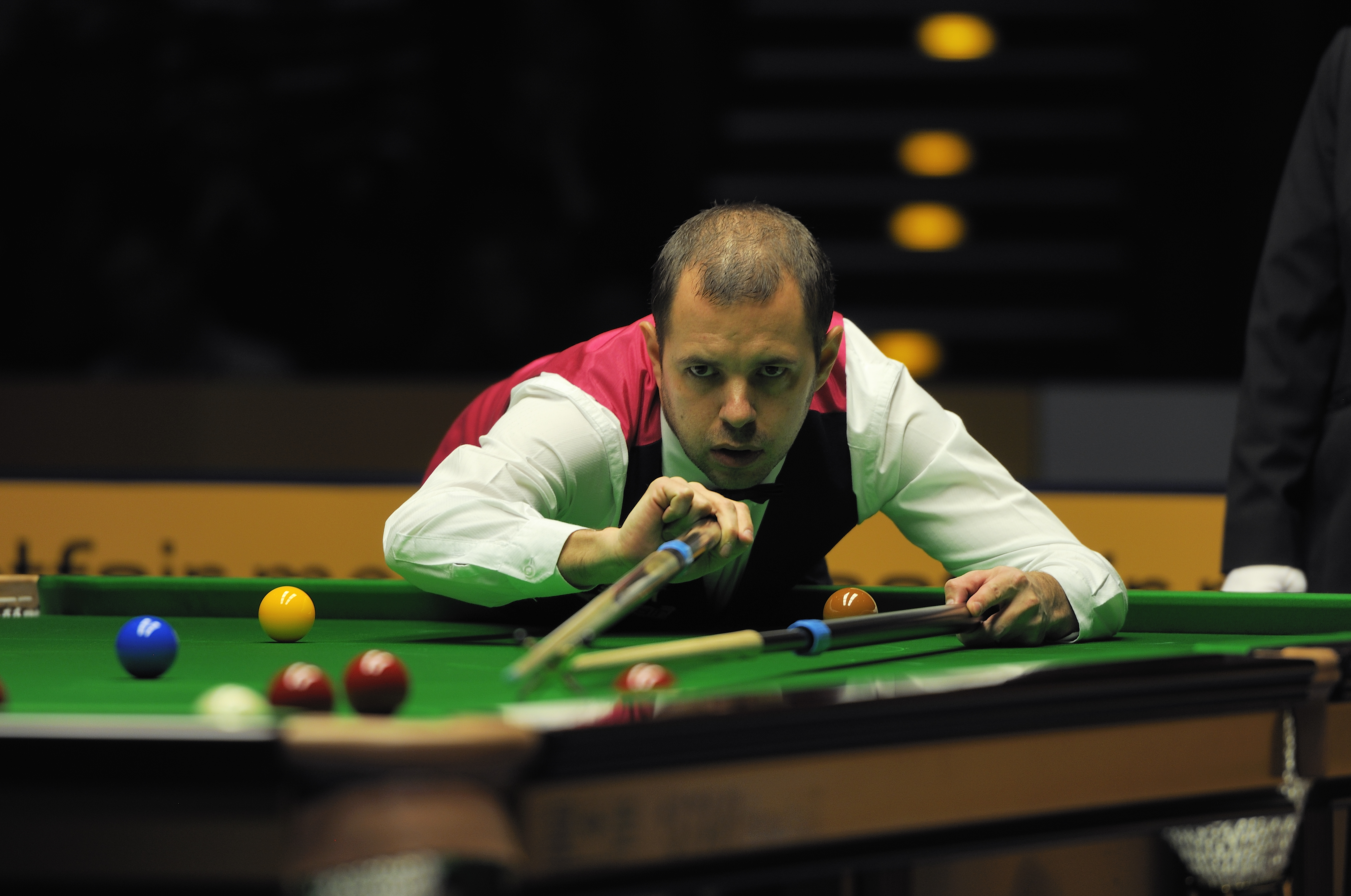

## وصلات خارجية
- باري هوكينز على موقع AZBilliards.com (الإنجليزية)
- باري هوكينز على موقع CueTracker.net (الإنجليزية)
- باري هوكينز على موقع بطولة العالم للسنوكر (الإنجليزية)
- باري هوكينز على موقع اللجنة الأولمبية الصينية (الإنجليزية)

- الموقع الرسمي